# Ясьонка (Ряшівський повіт)
Ясьонка (пол. Jasionka) — село в Польщі, у гміні Тшебовнисько Ряшівського повіту Підкарпатського воєводства.
Населення — 2289 осіб (2011).
У 1975-1998 роках село належало до Ряшівського воєводства.

## Демографія
Демографічна структура станом на 31 березня 2011 року:
|          | Загалом | Допрацездатний вік | Працездатний вік | Постпрацездатний вік |
| -------- | ------- | ------------------ | ---------------- | -------------------- |
| Чоловіки | 1111    | 263                | 748              | 100                  |
| Жінки    | 1178    | 242                | 717              | 219                  |
| Разом    | 2289    | 505                | 1465             | 319                  |